# Apelbock
Apelbock (Molorchus umbellatarum) är en skalbagge i  familjen långhorningar. Skalbaggen är mörkbrun till svart i färgen och är 5-8 millimeter lång med korta täckvingar. Larvutvecklingen är främst knuten till rosväxter, särskilt vildapel.

## Kännetecken
Apelbock är som fullbildad skalbagge 5-8 millimeter lång och mörkbrun till svart i färgen, undantaget lite blekgula inslag på inre delen av låren och på delar av täckvingarna. Kroppsbyggnaden är smäcker, platt och långsträckt. På kroppen, benen och antennerna finns en gles behåring av längre fina hår. Antennerna är långa, särskilt hos hanen vars antenner är något längre än kroppen, medan honan jämfört med hanen har något kortare antenner. Täckvingarna är påfallande korta och når knappt till mitten på dess bakkropp. Flygvingarna som är längre än täckvingarna är på grund av detta till stor del synliga. Skalbaggens lår är till den yttre delen klubblikt förtjockad, medan inre delen är smal.
Apelbockens larv har en längd på upp till 11 millimeter och är vit med kort behåring och har inga synliga ben.

## Utbredning
Apelbocken förekommer i mellersta och södra Europa och österut till Kaukasus. Norrut förekommer den till Danmark och lokalt från Skåne till Uppland i Sverige och i Vestfold i sydöstra Norge. Den återfinns också i de baltiska länderna. Arten är inte känd från Finland.

## Levnadssätt
Apelbockens larvutveckling sker i döda och tunna grenar av främst vedartade rosväxter, särskilt vildapel, men även vildväxande rosor. Någon gång kan utvecklingen även ske i ripsväxter. Från mellersta Europa uppges den även kunna nyttja skogskornell och olvon. Det tar två år för larven att utvecklas till imago. Förpuppningen kan ske på hösten eller på våren. Larver som förpuppat sig på hösten övervintrar som puppor.
Som fullbildad skalbagge uppträder apelbocken under juni och juli. Hagmarker med vildaplar är en lämplig miljö för arten. Skalbaggarna kan ses besöka blommor, främst vita blommor som hos rönn och hagtorn eller hundkex och kirskål.